# Entrena
Entrena er en by i La Rioja (Spanien). Indbyggertallet anslås at være omkring 1.397.
- Wikimedia Commons har flere filer relateret til Entrena

42°23′00″N 2°32′00″V / 42.3833°N 2.5333°V